# 임동혁 (축구 선수)
임동혁(1993년 6월 8일 ~ )는 대한민국의 축구 선수로, 포지션은 스트라이커와 센터백을 동시에 소화한다. 현재 서울 이랜드 소속이다.

## 클럽 경력
숭실대학교 축구부에서 주장을 역임하며 활약한 임동혁은, 2015년 12월 K리그 챌린지 부천 FC 1995와 계약을 맺었다. 임동혁은 프로 첫 해인 2016년에는 8경기 출장에 그쳤다. 그러나 2017 시즌에 36경기 중 경고 누적 징계 2경기만을 제외하고 34경기에 출전하여, 부천의 핵심 센터백으로 자리매김하였다. 2018시즌을 앞두고 부주장에 선임됐다.
2020시즌을 앞두고 K리그2의 제주 유나이티드에 입단했다. 제주 유나이티드로 이적한 임동혁은 남기일 감독의 전술 아래 스트라이커로서 새롭게 활용되었다.
2021시즌을 앞두고 사회복무요원으로 군 복무를 하게 되어 K4리그의 포천시민축구단으로 임대 이적했다.

## 그 외
부천 FC 1995 서포터들은 연고이전 문제로 제주 유나이티드 FC를 껄끄럽게 여기는데, 부천에서 부주장까지 맡았던 선수가 제주로 이적하자 매우 좋지 않은 시선을 보내기도 하였다.

## 수상

### 팀

#### 제주 유나이티드
- K리그2 우승: 2020